# Landtagswahlkreis Hannover-Buchholz
Der Wahlkreis Hannover-Buchholz ist ein Wahlkreis zur Wahl des niedersächsischen Landtages. Er umfasst seit der Landtagswahl 2008 die Stadt Hannover mit den Stadtteilen Anderten, Bothfeld, Groß-Buchholz, Isernhagen-Süd, Lahe, Misburg-Nord, Misburg-Süd und Sahlkamp.

## Landtagswahl 2022
| Landtagswahl in Niedersachsen 2022 – WK Hannover-BuchholzZweitstimmen %403020100 31,4 %25,7 %18,9 %9,7 %5,8 %3,1 %1,4 %1,0 %0,8 %0,6 %0,6 %0,9 % SPDCDUGrüneAfDFDPLinkeTierschutzPARTEIBasisFWVoltSonst.Gewinne und Verlusteim Vergleich zu 2017 %p 10 8 6 4 2 0 −2 −4 −6 −8−6,8 %p−3,2 %p+9,7 %p+2,7 %p−2,8 %p−2,1 %p+0,7 %p+0,4 %p+0,8 %p+0,3 %p+0,6 %p+0,1 %pSPDCDUGrüneAfDFDPLinkeTierschutzPARTEIBasisFWVoltSonst. |

| Gegenstand der Nachweisung | Gegenstand der Nachweisung | Erst- stimmen | Erst- stimmen | Zweit- stimmen | Zweit- stimmen |
| Bewerber                   | Partei                     | Anzahl        | %             | Anzahl         | %              |
| -------------------------- | -------------------------- | ------------- | ------------- | -------------- | -------------- |
| Wahlberechtigte            | Wahlberechtigte            | 68.698        | 68.698        | 68.698         | 68.698         |
| Wähler                     | Wähler                     | 41.623        | 41.623        | 60,6 %         | 60,6 %         |
| Ungültige Stimmen          | Ungültige Stimmen          | 526           | 1,3           | 336            | 0,8            |
| Gültige Stimmen            | Gültige Stimmen            | 41.097        | 98,7          | 41.287         | 99,2           |
| davon                      |                            |               |               |                |                |
| Felix Semper               | CDU                        | 10.965        | 26,7          | 10.620         | 25,7           |
| Stephan Weil               | SPD                        | 18.161        | 44,2          | 12.966         | 31,4           |
| Gerald Heere               | GRÜNE                      | 5.882         | 14,3          | 7.807          | 18,9           |
| Ana Gordana Reimann        | FDP                        | 1.891         | 4,6           | 2.402          | 5,8            |
| Adam Jan Golkontt          | AfD                        | 4.198         | 10,2          | 4.017          | 9,7            |
|                            | DIE LINKE                  |               |               | 1.283          | 3,1            |
|                            | dieBasis                   | 321           | 0,8           |                |                |
|                            | FREIE WÄHLER               | 251           | 0,6           |                |                |
|                            | Die Humanisten             | 93            | 0,2           |                |                |
|                            | Die PARTEI                 | 407           | 1,0           |                |                |
|                            | Gesundheitsforschung       | 117           | 0,3           |                |                |
|                            | Tierschutzpartei           | 578           | 1,4           |                |                |
|                            | PIRATEN                    | 180           | 0,4           |                |                |
|                            | Volt                       | 245           | 0,6           |                |                |

## Landtagswahl 2017
Zur Landtagswahl in Niedersachsen 2017 traten im Wahlkreis Hannover-Buchholz sechs Direktkandidaten an. Direkt gewählter Abgeordneter ist Stephan Weil (SPD). Der Wahlkreis trug die Wahlkreisnummer 25.
| Partei                | Direktkandidat      | Erststimmen | Zweitstimmen |
| --------------------- | ------------------- | ----------- | ------------ |
| CDU                   | Felix Semper        | 31,6        | 28,9         |
| SPD                   | Stephan Weil        | 47,5        | 38,2         |
| Bündnis 90/Die Grünen | Liam Harold         | 5,0         | 9,2          |
| FDP                   | Jan Dröge           | 5,3         | 8,6          |
| DIE LINKE             | Hans-Herbert Ulrich | 4,2         | 5,2          |
| AfD                   | Rudolf Georg Krause | 6,5         | 7,0          |
| BGE                   |                     |             | 0,1          |
| DM                    |                     |             | 0,2          |
| Freie Wähler          |                     |             | 0,3          |
| LKR                   |                     |             | 0,0          |
| ÖDP                   |                     |             | 0,1          |
| Die PARTEI            |                     |             | 0,6          |
| Tierschutzpartei      |                     |             | 0,7          |
| Piratenpartei         |                     |             | 0,3          |
| V-Partei³             |                     |             | 0,1          |

Die Wahlbeteiligung lag mit 63,7 % unter dem Landesdurchschnitt dieser Wahl.

## Landtagswahl 2013
Zur Landtagswahl in Niedersachsen 2013 traten im Wahlkreis Hannover-Buchholz sieben Direktkandidaten an. Direkt gewählter Abgeordneter ist Stephan Weil (SPD). Über die Landesliste zog zusätzlich Belit Nejat Onay (Bündnis 90/Die Grünen) in den niedersächsischen Landtag ein.
| Partei                | Direktkandidat         | Erststimmen | Zweitstimmen |
| --------------------- | ---------------------- | ----------- | ------------ |
| SPD                   | Stephan Weil           | 44,8        | 34,4         |
| CDU                   | Jens-Michael Emmelmann | 39,8        | 30,0         |
| Bündnis 90/Die Grünen | Belit Onay             | 6,8         | 15,3         |
| FDP                   | Andreas Bingemer       | 2,4         | 12,3         |
| DIE LINKE             | Maren Kaminski         | 2,8         | 3,4          |
| Piratenpartei         | Hannes Amelung         | 1,9         | 2,2          |
| Freie Wähler          | Bettina Redöhl         | 1,5         | 1,2          |
| NPD                   |                        |             | 0,7          |
| Die Freiheit          |                        |             | 0,3          |
| PBC                   |                        |             | 0,2          |
| Bündnis 21/RRP        |                        |             | 0,1          |

Die Wahlbeteiligung betrug 60,5 %.

## Landtagswahl 2008
Zur Landtagswahl in Niedersachsen 2008 traten im Wahlkreis Hannover-Buchholz sechs Direktkandidaten an. Direkt gewählte Abgeordnete war Gisela Konrath (CDU).
| Partei                     | Direktkandidat         | Erststimmen | Zweitstimmen |
| -------------------------- | ---------------------- | ----------- | ------------ |
| CDU                        | Gisela Konrath         | 41,6        | 38,2         |
| SPD                        | Axel Plaue             | 36,3        | 31,2         |
| FDP                        | Walter Hirche          | 6,5         | 10,4         |
| Bündnis 90/Die Grünen      | Suna Martina Weiß      | 7,3         | 8,9          |
| Die Linke                  | Irene Hagen            | 7,0         | 7,4          |
| NPD                        |                        |             | 1,7          |
| Einzelbewerber             | Klaus-Dieter Eikemeier | 1,2         |              |
| Mensch Umwelt Tierschutz   |                        |             | 0,6          |
| Die Grauen                 |                        |             | 0,5          |
| Familien-Partei            |                        |             | 0,3          |
| Ab jetzt                   |                        |             | 0,2          |
| PBC                        |                        |             | 0,2          |
| Die Friesen                |                        |             | 0,2          |
| Freie Wähler Niedersachsen |                        |             | 0,1          |
| ödp                        |                        |             | 0,1          |

Die Wahlbeteiligung betrug 56,5 %.

## Landtagswahlkreis 34 Hannover-Nordost
Nach der Wahl 2003 erfolgte eine Neueinteilung der Landtagswahlkreise in Niedersachsen. Der bisherige Landtagswahlkreis 34 Hannover-Nordost wurde in Landtagswahlkreis 25 Hannover-Buchholz umbenannt. Hinzugekommen sind dabei die Stadtteile Isernhagen-Süd, Sahlkamp und der nördliche Teil von Bothfeld (Bezirk Hartenbrakenstraße) die zuvor zum Landtagswahlkreis 33 Hannover-Nordwest gehörten und heute Teil des vergrößerten Landtagswahlkreises 26 Hannover-Linden sind.

### Landtagswahl 2003
Zur Landtagswahl in Niedersachsen 2003 traten im Wahlkreis Hannover-Nordost vier Direktkandidaten an. Direkt gewählte Abgeordnete war Gisela Konrath (CDU).
| Partei                             | Direktkandidat | Erststimmen | Zweitstimmen |
| ---------------------------------- | -------------- | ----------- | ------------ |
| CDU                                | Gisela Konrath | 48,6        | 44,0         |
| SPD                                | Axel Plaue     | 39,6        | 34,9         |
| Bündnis 90/Die Grünen              | Horst Sander   | 6,5         | 9,3          |
| FDP                                | Walter Hirche  | 5,3         | 9,2          |
| Partei Rechtsstaatlicher Offensive |                |             | 1,0          |
| PDS                                |                |             | 0,5          |
| REP                                |                |             | 0,4          |
| Die Grauen                         |                |             | 0,4          |
| PBC                                |                |             | 0,2          |
| ödp                                |                |             | 0,1          |

Die Wahlbeteiligung betrug 66,7 %.